# Oligochroides nigritella
Oligochroides nigritella är en fjärilsart som beskrevs av Embrik Strand 1909. Oligochroides nigritella ingår i släktet Oligochroides och familjen mott. Inga underarter finns listade i Catalogue of Life.